# Toplița (Harghita)
Toplița (en húngaro: Maroshévíz) es una ciudad de Rumania en el distrito de Harghita.

## Geografía
Se encuentra a una altitud de 658 m s. n. m. a 355 km de la capital, Bucarest.

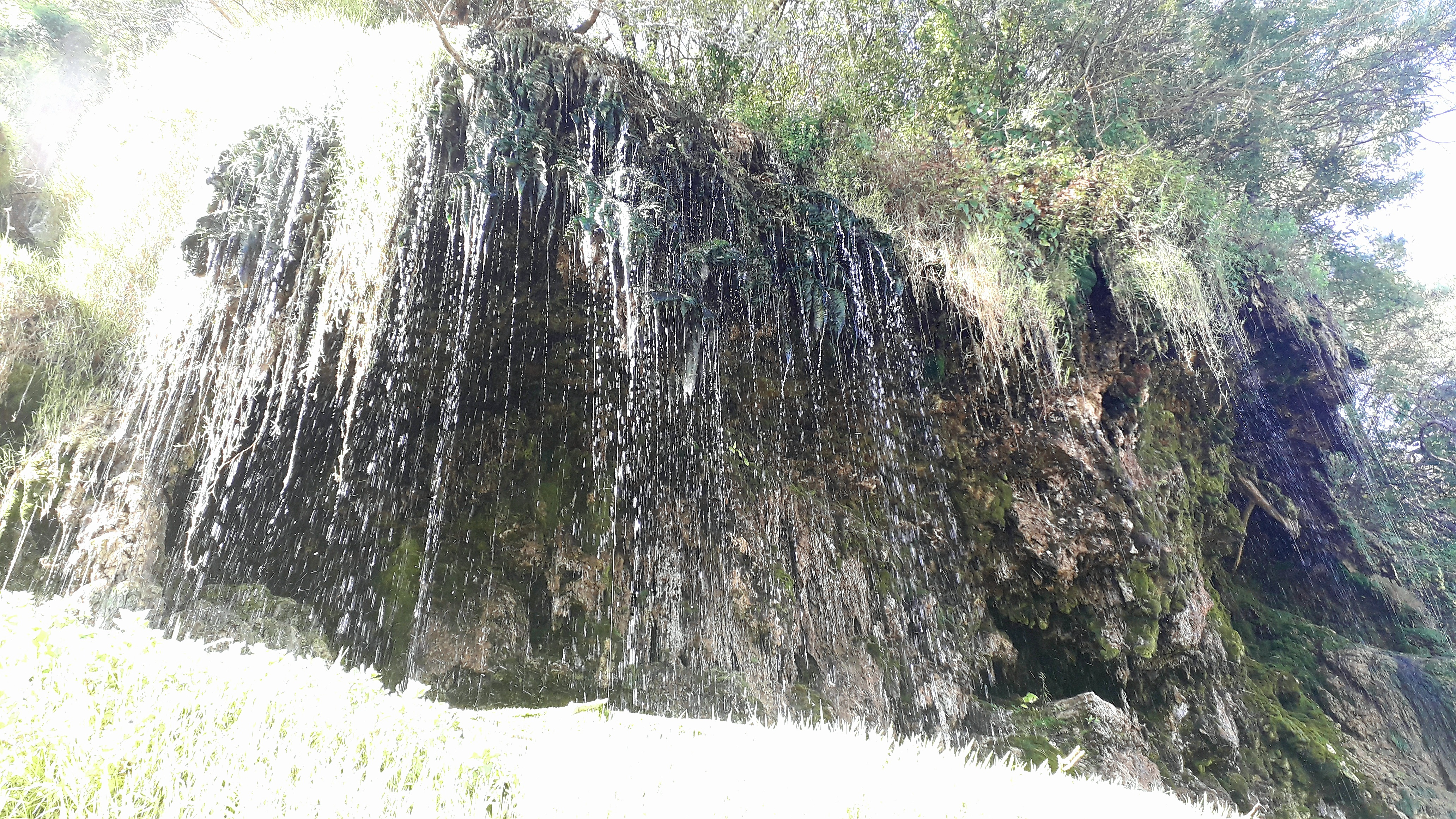
Cascada agua termal

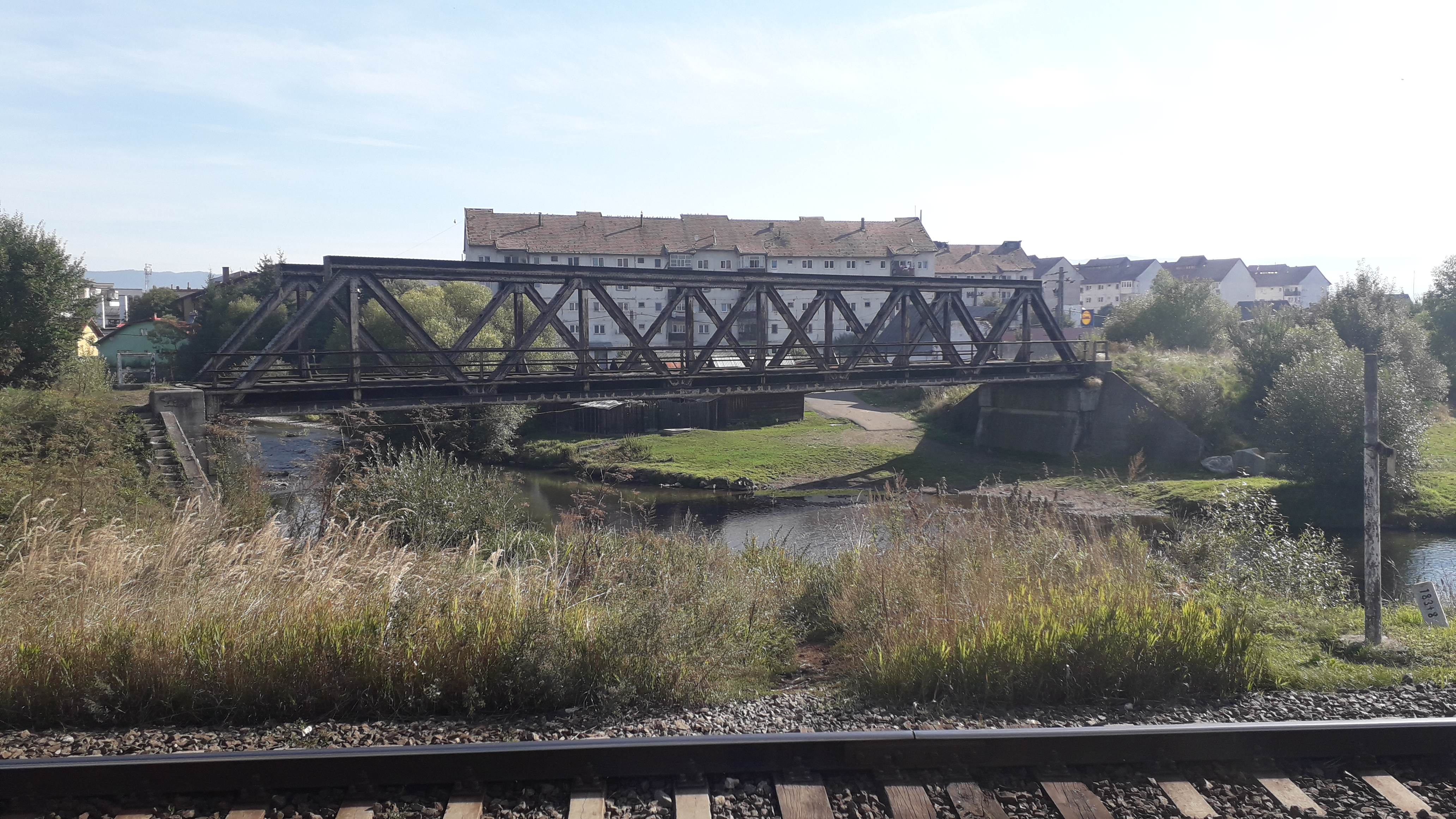
Puente para el ferrocarril sobre el río Mureş

## Demografía
Según estimación 2012 contaba con una población de 15 909 habitantes.
| 1948 | 1956  | 1966   | 1977   | 1992   | 2002   | 2012   |
| s/d  | 8 944 | 10 993 | 13 618 | 17 212 | 15 880 | 15 909 |